# Pleurotus
Pleurotus là một chi nấm thuộc họ Pleurotaceae. Chi này gồm có một trong những loài nấm ăn nhiều nhất, loài nấm sò và một số loài nấm được trồng làm thực phẩm trên thế giới.

## Các loài
Chi này có các loài sau:
- P. acerosus
- P. australis
- P. citrinopileatus
- P. cornucopiae - nấm hoàng bạch
- P. cystidiosus
- P. djamor
- P. dryinus
- P. eryngii - nấm bào ngư Nhật
- P. euosmus
- P. ferulae
- P. gardneri
- P. nebrodensis
- P. ostreatus - nấm sò hoặc nấm bào ngư
- P. pulmonarius
- P. tuberregium

## Hình ảnh

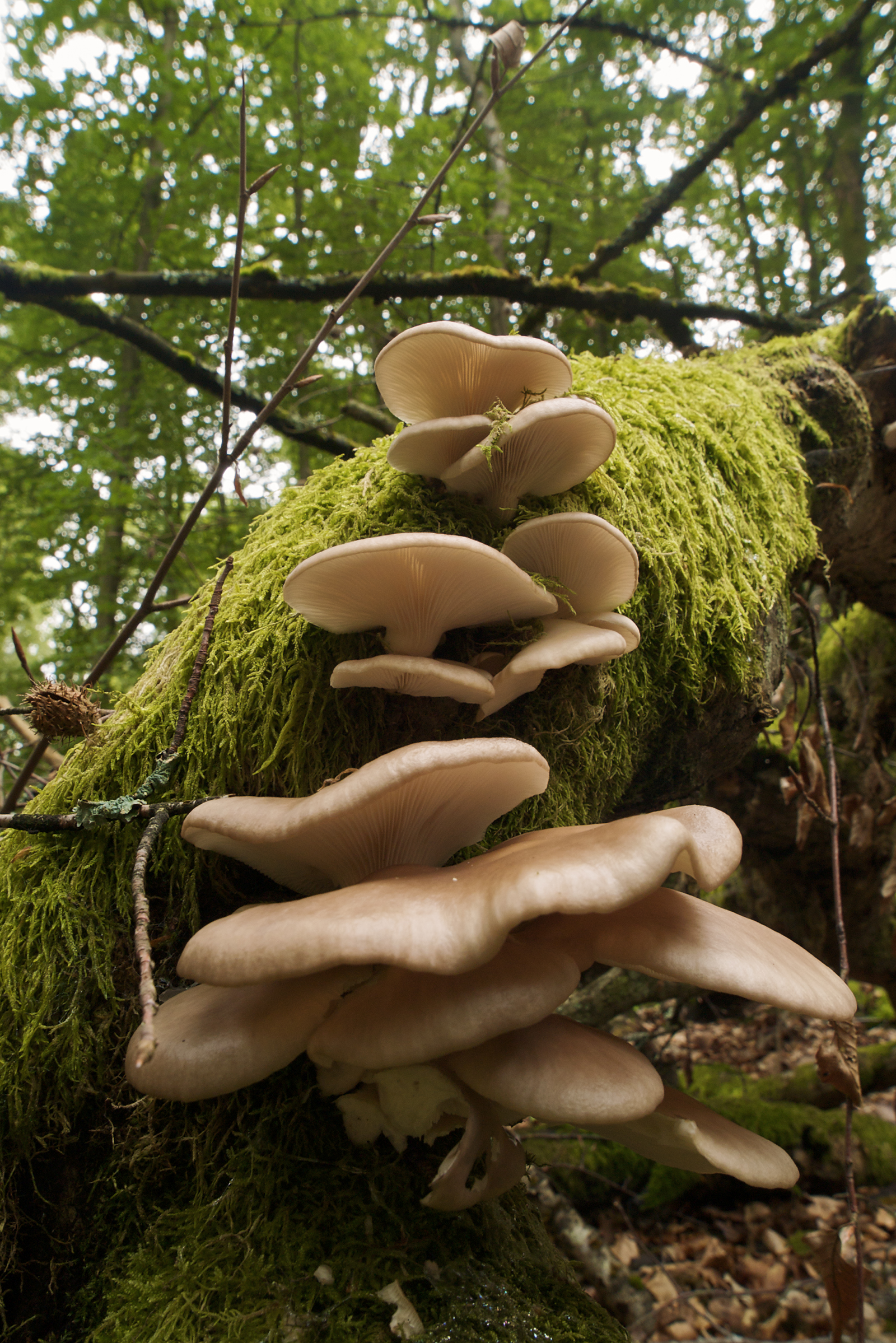
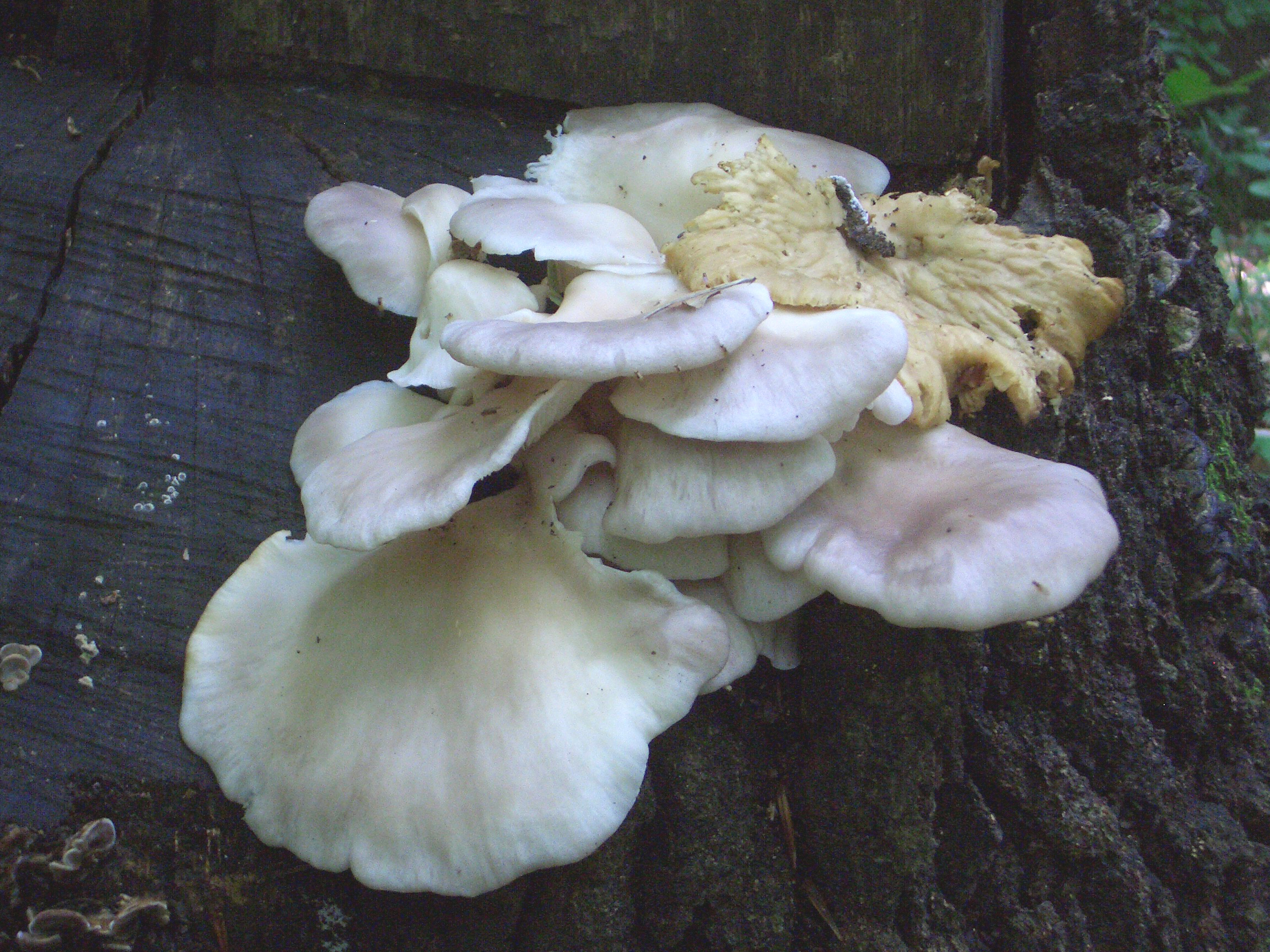
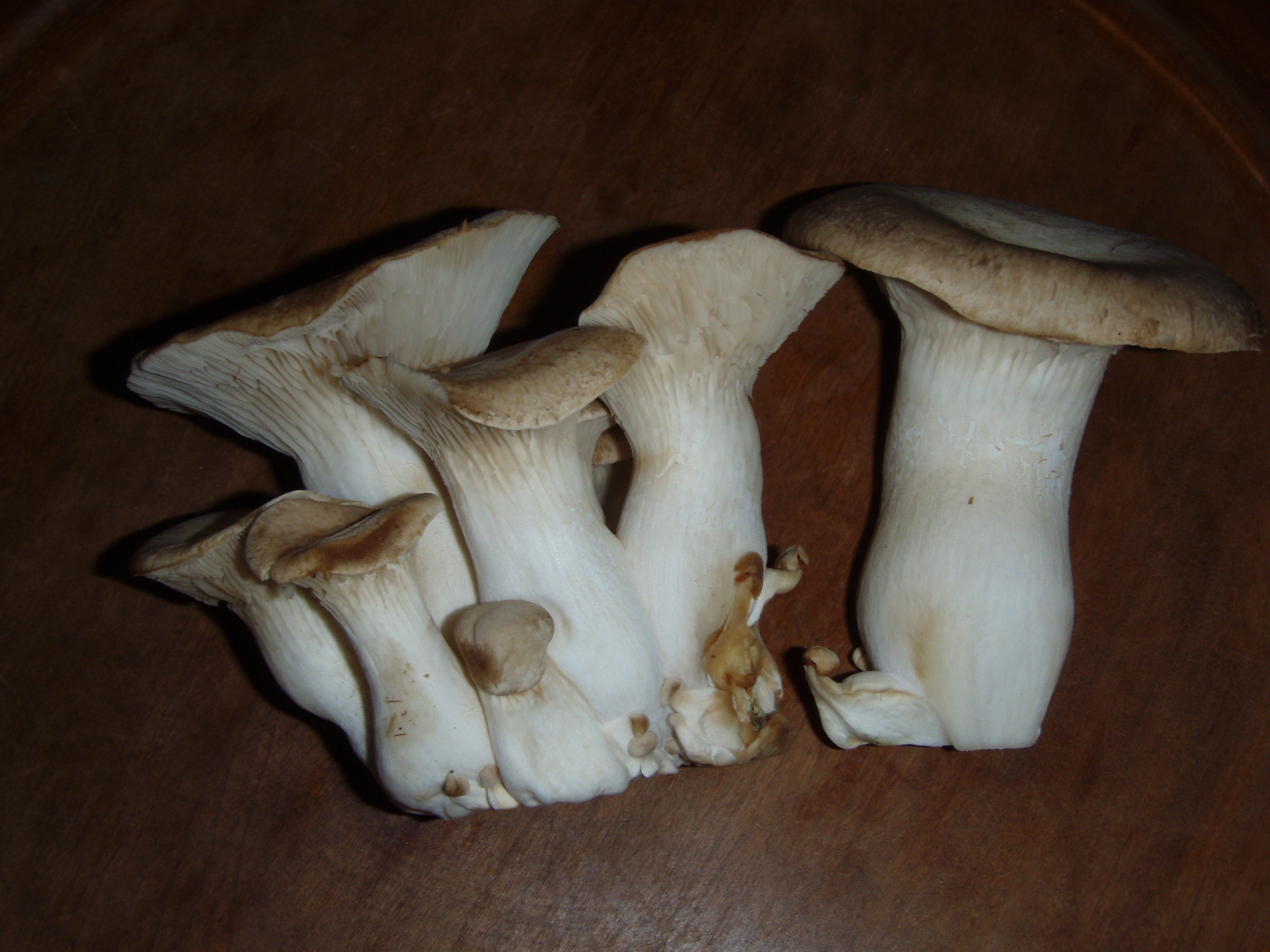
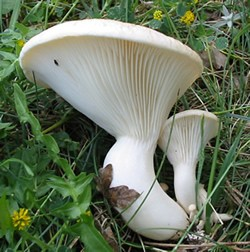